# Romàixkine (Crimea)
|  | Per a altres significats, vegeu «Romàixkino». |

Romàixkine (en (ucraïnès): Ромашкине, en rus: Ромашкино, Romàixkino) és un poble de la República Autònoma de Crimea a Ucraïna, que el 2014 tenia 1.427 habitants. Pertany al districte rural de Saki. Fins al 1945 la vila es deia Ikor.